# Paolo Pà
Paolo Pà è un singolo del gruppo musicale italiano Banco del Mutuo Soccorso, pubblicato nel 1980 come estratto dall'album Urgentissimo. 